# The Adventure Company
The Adventure Company, una divisione della DreamCatcher Interactive, è stata un'azienda canadese specializzata nella pubblicazione di videogiochi di tipo avventura grafica.

## Storia
Fondata nel 2002 come divisione della DreamCatcher Interactive, incaricata di pubblicare i propri titoli di avventura, ha esordito con Loch Ness. Nel corso degli anni successivi la compagnia ha pubblicato i titoli di softwarehouse del calibro di Kheops Studio, THQ, Microïds e Cryo Interactive.
Nel 2006 è stata acquistata dagli austriaci di JoWooD, diventandone una sussidiaria fino al 16 agosto 2011, quando l'intera JoWood è stata acquistata dalla Nordic Games Holding.

## Lista dei titoli pubblicati
| Data              | Titolo                                                           | Piattaforma                      |
| ----------------- | ---------------------------------------------------------------- | -------------------------------- |
| 24 gennaio 2002   | Loch Ness (The Cameron Files: Secret at Loch Ness)               | Microsoft Windows                |
| 9 maggio 2002     | The Mystery of the Nautilus                                      | Microsoft Windows                |
| 23 luglio 2002    | Dark Fall: Il diario dei misteri                                 | Microsoft Windows                |
| 23 settembre 2002 | Law & Order: Dead on the Money                                   | Microsoft Windows, Mac OS        |
| 29 ottobre 2002   | Amenophis - La Resurrezione (The Cameron Files: Pharaoh's Curse) | Microsoft Windows                |
| 19 marzo 2003     | Riddle of the Sphinx 2: The Omega Stone                          | Microsoft Windows                |
| 17 ottobre 2003   | In Memoriam (Missing: Since January)                             | Microsoft Windows, Mac OS        |
| 28 febbraio 2003  | Post Mortem                                                      | Microsoft Windows                |
| 23 luglio 2003    | Dark Fall                                                        | Microsoft Windows                |
| 30 settembre 2003 | Law & Order II: Double or Nothing                                | Microsoft Windows                |
| 17 ottobre 2003   | The Black Mirror                                                 | Microsoft Windows                |
| 28 ottobre 2003   | Traitors Gate 2: Cypher                                          | Microsoft Windows                |
| 17 novembre 2003  | Broken Sword: Il sonno del drago                                 | Microsoft Windows, Xbox          |
| 25 novembre 2003  | Mysterious Journey II                                            | Microsoft Windows                |
| 12 marzo 2004     | Mysterious Journey II: Chameleon                                 | Microsoft Windows                |
| 29 marzo 2004     | Egypt III - Il destino di Ramses (The Egyptian Prophecy)         | Microsoft Windows                |
| 5 aprile 2004     | Forever Worlds: Enter the Unknown                                | Microsoft Windows                |
| 29 giugno 2004    | Aura: Mondi paralleli                                            | Microsoft Windows                |
| 29 giugno 2004    | Missing: Since January                                           | Microsoft Windows, Mac OS        |
| 31 agosto 2004    | Dark Fall II: Lights Out                                         | Microsoft Windows                |
| 23 settembre 2004 | Crystal Key 2                                                    | Microsoft Windows                |
| 15 ottobre 2004   | Atlantis Evolution                                               | Microsoft Windows, Mac OS        |
| 3 dicembre 2004   | Il ritorno all'isola misteriosa                                  | Microsoft Windows, Mac OS        |
| 14 dicembre 2004  | Sentinel: Descendants in Time                                    | Microsoft Windows                |
| 1 marzo 2005      | The Moment of Silence                                            | Microsoft Windows                |
| 15 aprile 2005    | Still Life                                                       | Microsoft Windows, Xbox          |
| 24 giugno 2005    | Martin Mystère - Operazione Dorian Gray                          | Microsoft Windows                |
| 5 luglio 2005     | ECHO: Secrets of the Lost Cavern                                 | Microsoft Windows, Mac OS        |
| 18 agosto 2005    | Viaggio al centro della Luna (Voyage: Inspired by Jules Verne)   | Microsoft Windows                |
| 31 agosto 2005    | NiBiRu: Messaggero degli dei                                     | Microsoft Windows                |
| 14 ottobre 2005   | MISSING: The 13th Victim                                         | Microsoft Windows                |
| 27 ottobre 2005   | Agatha Christie: E non ne rimase nessuno                         | Microsoft Windows, Wii           |
| 20 dicembre 2005  | The Mystery of the Mummy                                         | Microsoft Windows, Nintendo DS   |
| 17 marzo 2006     | Keepsake: Il mistero di Dragonvale                               | Microsoft Windows                |
| 21 marzo 2006     | Crime Stories                                                    | Microsoft Windows                |
| 2 agosto 2006     | Safecracker: The Ultimate Puzzle Adventure                       | Microsoft Windows                |
| 16 ottobre 2006   | Evidence: The Last Ritual                                        | Microsoft Windows                |
| 17 ottobre 2006   | Sam & Max Season One                                             | Microsoft Windows                |
| 14 novembre 2006  | Agatha Christie: Assassinio sull'Orient Express                  | Microsoft Windows                |
| 13 marzo 2007     | Hans Christian Andersen: The Ugly Prince Duckling                | Microsoft Windows                |
| 25 aprile 2007    | Aura II: Gli anelli sacri                                        | Microsoft Windows                |
| 29 maggio 2007    | The Secrets of Atlantis: The Sacred Legacy                       | Microsoft Windows                |
| 6 giugno 2007     | Keepsake                                                         | Microsoft Windows                |
| 3 luglio 2007     | Dead Reefs                                                       | Microsoft Windows                |
| 7 agosto 2007     | Sam & Max Season One                                             | Microsoft Windows, Wii           |
| 16 ottobre 2007   | Agatha Christie: Delitto sotto il sole                           | Microsoft Windows, Wii           |
| 20 novembre 2007  | Reprobates (Next Life)                                           | Microsoft Windows                |
| 26 maggio 2008    | Murder in the Abbey                                              | Microsoft Windows                |
| 2 giugno 2008     | Dracula: Origin                                                  | Microsoft Windows                |
| 26 agosto 2008    | Outcry                                                           | Microsoft Windows                |
| 5 febbraio 2008   | The Experiment                                                   | Microsoft Windows                |
| 30 settembre 2008 | The Hardy Boys: The Hidden Theft                                 | Microsoft Windows, Wii           |
| 2 dicembre 2008   | A Vampyre Story                                                  | Microsoft Windows, Mac OS        |
| 28 ottobre 2011   | The Book of Unwritten Tales                                      | Microsoft Windows, Mac OS, Linux |